# Комендантська година

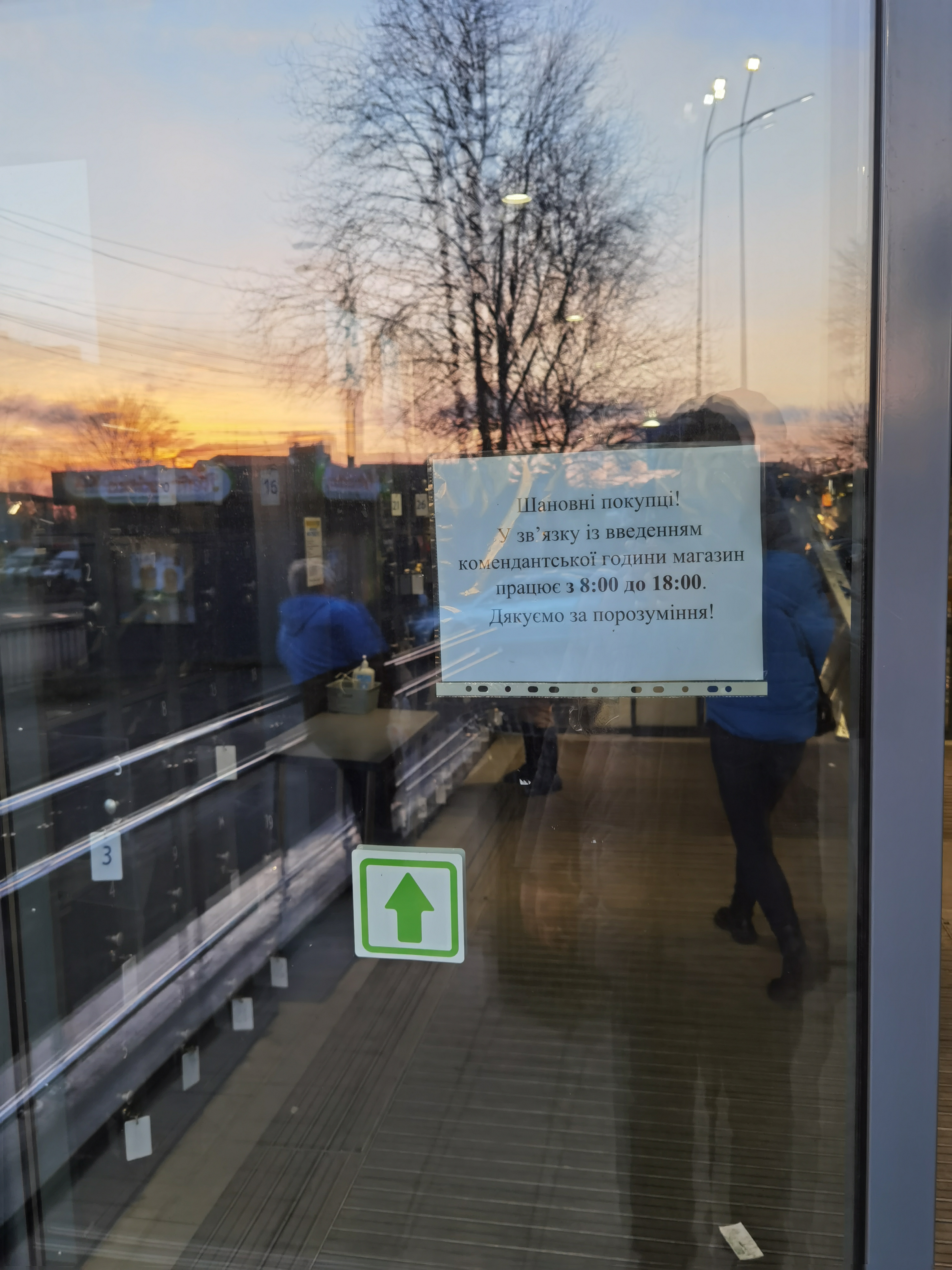
Оголошення на дверях магазину АТБ про скорочену роботу у зв'язку з комендантською годиною. Дніпро. 26 лютого 2022.

Комендантська година (заборонений час) — даний урядом час, протягом якого громадяни мають дотримуватися визначених правил. Зазвичай, під час комендантської години забороняється всім громадянам (на яких це правило поширюється), перебувати в громадських місцях, протягом певного періоду часу (як правило, уночі). Часто комендантська година вводиться в дію під час воєнного стану, а також може бути запроваджена у разі стихійного лиха, епідемії, масових заворушень або подібних надзвичайних станів, що загрожують громадській безпеці. Застосування комендантської години має за мету полегшити роботу представників правоохоронних органів і/або збройних сил щодо забезпечення громадського порядку та безпеки.

## В Україні
В Україні комендантською годиною називається заборона військовим комендантом в певний час доби і на певний час перебувати на вулицях та в громадських місцях мешканцям певного населеного пункту, де встановлено Президентом України воєнний (надзвичайний) стан з метою встановлення і підтримки громадського порядку, зменшення кількості жертв, ліквідації наслідків техногенної катастрофи, епідемії, епізоотії на час оголошеного у даній місцевості надзвичайного стану.
Виконання питань дотримання комендантської години мешканцями даного населеного пункту покладається військовим комендантом на спеціально виділені для цієї мети озброєні вогнепальною зброєю і спеціальними засобами комендантські патрулі з числа військовослужбовців чи співробітників органів внутрішніх справ або спільні патрулі з залученням особового складу військовослужбовців і поліції. 
Якщо людина в заборонений час — протягом комендантської години знаходиться на вулиці, то комендантський патруль має право затримати дану особу і перевірити у неї наявність документів, які б давали право їй на таке перебування на вулиці чи підтвердити обставину про відсутність таких документів у даної особи, а також встановити причину порушення комендантської години.
У разі потреби комендантський патруль наділений правом проводити огляд речей, транспортних засобів, багажу та вантажів, службових приміщень та житла затриманих громадян. При навмисному опору з боку затриманої особи виконати законні вимоги комендантського патруля до такої особи може бути застосовано фізичну силу чи вогнепальну зброю.
При встановленні правових підстав порушення режиму встановленої комендантської години, дана особа може бути затримана і доставлена до відповідного пункту перевірки (військова комендатура, орган поліції) для оформлення по факту порушення відповідних документів та можливого притягнення даної особи до юридичної відповідальності (штраф, арешт) на підставі рішення відповідного органу чи суду.